# أنظمة سايتركس
أنظمة سايتركس (بالإنجليزية: Citrix Systems)‏ هي شركة أمريكية متعددة الجنسيات ذات تركيز في برمجيات الحاسوب و متخصصة في البيئات الافتراضية الحاسوبية وبرمجيات الولوج عن بعد للوصول للتطبيقات على الشبكات وعلى الإنترنت. و في عام 2008، حصلت الشركة على المركز السادس والعشرين على مستوى شركات البرمجيات في العالم.
و مقر الشركة الرئيسي في ولاية فلوريدا، و شركاتها الفرعية تعمل في ولاية كاليفورنيا وولاية ماساتشوستس، مع وجود مراكز تطوير إضافية في كل من أستراليا، الهند والمملكة المتحدة.
تم الاستحواذ على أنظمة سايتركس من قبل شركتي استثمار ودُمجت مع شركة TIBCO.

## المنتجات

### المنتجات الحالية
- أنظمة سايتركس (Application بيئة افتراضية - formerly Citrix Presentation Server)
- XenDesktop (البنية التحتية الإفتراضية لسطح المكتب، البنية التحتية الإفتراضية لسطح المكتب)
- XenServer (Server بيئة افتراضية)
- NetScaler (Application Optimization, Application Delivery Networking, Load Balancing, Web Application Acceleration, Application Firewall)
- Workflow Studio (Orchestrates communications between products, IT process automation)
- Access Gateway Standard, Advanced, Enterprise Edition (Application Access Security, SSL VPN)
- Advanced Access Control (Either Stand Alone or built into Access Gateway Enterprise Edition with Smart Access Policies)
- Password Manager (Application Security, Single Sign-on)
- EdgeSight (Application Performance Monitoring)
- Application Firewall (Web Application Security, Web Application Firewall)
- WANScaler (Optimizes Application Traffic to Branch Office Users, WAN optimization)
- Provisioning Server (Delivers Application Workloads to Physical and Virtual Servers)
- EasyCall (Integrates voice and click-to-call into any application)
- GoToMeeting
- GoToWebinar
- GoToAssist
- GoToMyPC

### المنتجات المتوقفة
- WinFrame
- MultiWin
- Citrix MULTIUSER (Based on OS/2 1.x)
- Citrix WinView (Based on OS/2 2.x)
- Citrix VideoFrame
- Citrix NFuse Elite 1.0
- Citrix Extranet
- Citrix XPS Portal 3.5.1
- Citrix MetaFrame Secure Access Manager
- Citrix MetaFrame XP

## وصلات خارجية
- الموقع الرسمى
- مدونات سايتركس
- تاريخ سايتركس